# Europanto
Europanto je makaronský jazykový systém s proměnnou slovní zásobou vybíranou z evropských jazyků na základě volby či potřeb uživatele. Navrhl jej v roce 1996 Diego Marani, novinář, spisovatel a překladatel zaměstnaný v Radě Evropské unie v Bruselu, kterého inspirovalo časté přejímání slov mezi jazyky EU. Marani navrhl europanto v reakci na pociťovanou dominanci angličtiny; jde o simulaci chování studentů cizích jazyků, kteří si často pro jasné vyjádření ve studovaném jazyce pomáhají vkládáním slov a frází ze svého rodného jazyka.
Hlavním znakem europanta je, že neexistují žádná pevně daná pravidla — pouze sada doporučení. Díky tomu je technicky každý schopen začít hovořit europantem okamžitě; na druhou stranu je však na zodpovědnosti mluvčího, aby nalezl společnou slovní zásobu a gramatiku, které by umožnily fungující komunikaci.
Marani v minulosti psával o europantu pravidelné novinové sloupky a napsal v něm i román. Od roku 2005 už ho však dále nepropaguje.

## Původ názvu
Název „europanto“ vznikl spojením slova Europa (název Evropy v některých evropských jazycích) a řeckého slovního základu πάντ- („pánt-“; česky „všechno“) a nese záměrnou podobnost s názvem nejrozšířenějšího mezinárodního plánového jazyka esperanto.

## Ukázky
De Europanto Bricopolitik
Als consequence des results van der switsche referendum over die bilaterale agreements mit Europe, der Europanto Instituto van Bricopolitik, in collaboratione mit der Zürcher Zoo, organize eine test zum verify if swisseros esse pronto por join der Europese Unione.
- Diego Marani -
Wat esse Euro?
Eine stop des Frankfurt metro
Eine brand lessive detergente
Der common europese money
Welches van diese stadt esse der capitalcity des Europese Unione ?
Ausfahrt
Bruxelles
Eurodisney
Qui zum primero founded der Europese Unione?
Robert Schuman
Napolone Bonaparte
Margaret Thatcher
Porqué Liechtenstein esse in der Europese Unione nicht ?
Porqué habe keine dinero por bezale adhesione
Porqué esse eine communiste regime
Porqué der Fürst want join nicht
Welches esse der objective des Europese Unione ?
Finde eine alternative aan Jeux sans frontières
Integrate europese countries
Make dinero mit autostradale tolls